# Реституція культурних цінностей

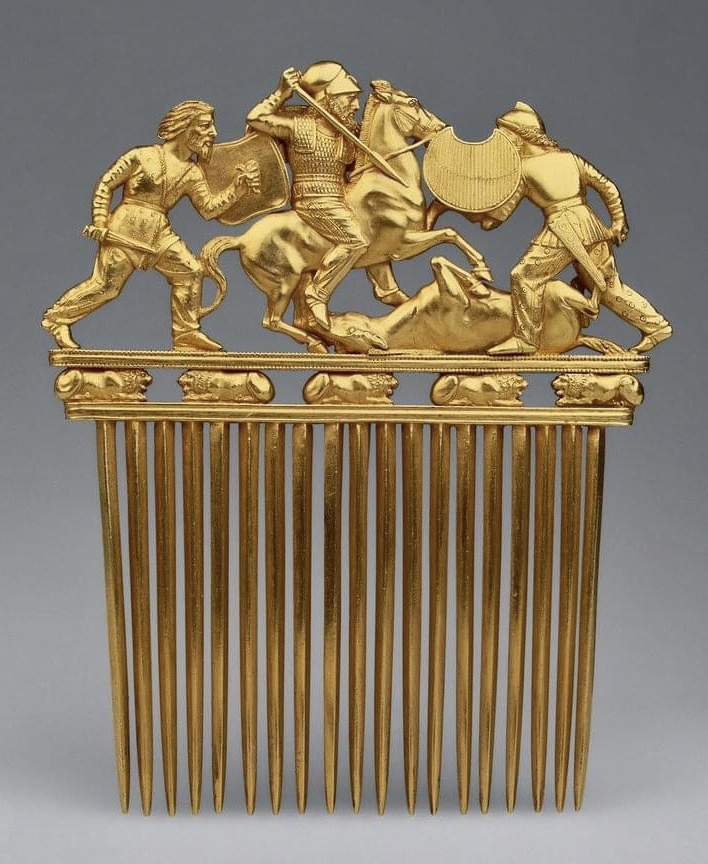
Скіфський золотий гребінь, ймовірно, зроблений греками, з кургану Солоха, 4 вік до н. е., Ермітаж

Реституція культурних цінностей (також в англомовній юридичній літературі вживається термін репатріація культурної спадщини, репатріація культурних цінностей, англ. Repatriation of cultural heritage, Repatriation of cultural property) — відновлення прав власності на культурні цінності у випадку їх незаконного присвоєння. Передбачає повернення власникам (фізичним та юридичним особам) предметів історичного та культурного значення, втрачених ними в результаті прямих чи опосередкованих наслідків воєнної окупації іноземною державою, викрадення та нелегального вивезення за межі території країни походження (де предмет культури було створено, знайдено або де він перебував на законних підставах). Перший міжнародний досвід реституції культурних цінностей був пов'язаний із наслідками наполеонівських війн — на початку 19 ст. із Франції до Італії було повернуто ряд шедеврів світового значення, що були вивезені французькою армією. Заборона знищення, розграбування та конфіскації культурних цінностей під час воєнних дій та окупації території іншої країни була зафіксована в Першій (1899) та Другій (1907) Гаазьких конвенціях і відповідних положеннях до них, що визначали зобов'язання країн-учасниць під час ведення війн на суходолі. Згодом положення про реституцію втрачених та викрадених культурних цінностей знайшли відображення в системі мирних договорів, укладених після Першої світової війни (зокрема Версальський мирний договір 1919 з Німеччиною, Сен-Жерменський мирний договір (1919) з Австрією, Тріанонський мирний договір 1920 з Угорщиною та ін.). 1935 за ініціативою США був ухвалений Вашингтонський пакт (Пакт Реріха) щодо захисту культурних цінностей в умовах війни, розроблений російським науковцем і діячем культури М. Реріхом. Пакт набув значення як регіональний міжнародно-правовий акт для країн Північної та Південної Америки. Під час Другої світової війни у зв'язку з масовим розграбуванням культурних цінностей окупованих держав нацистською Німеччиною та її союзниками країни антигітлерівської коаліції ухвалили спеціальну декларацію від 5 січня 1943, якою було визнано незаконними та нечинними будь-які дії на окупованих територіях, що призвели до вилучення і втрат культурних цінностей, та задекларували готовність до співробітництва в подоланні їх наслідків. Принципи декларації знайшли втілення в документах міжнародних конференцій у Бреттон-Вудсі (США; 1944), Ялті (1945), Сан-Франциско (США; 1945), Потсдамі (Німеччина; 1945), Парижі (Франція; 1945), а також у мирних договорах, підписаних 10 лютого 1947 учасниками антигітлерівської коаліції з Німеччиною та її союзниками в Парижі. 1945 Союзна Контрольна рада по Німеччині ухвалила т. зв. Чотиристоронню процедуру реституції, на підставі якої протягом 1945—48 до країн, які зазнали окупації, було повернуто знайдені на території Німеччини та Австрії історичні й мистецькі цінності, архівні та книжкові фонди. Серед них були такі видатні пам'ятки культури, як Гентський вівтар (Бельгія), картини Леонардо да Вінчі «Мона Ліза» (Франція) та «Дама з горностаєм» (Польща), Дж. Белліні «Мадонна» (Італія) та ін. Однак погіршення стосунків між СРСР та країнами Заходу не дало змоги завершити реституційний процес в перші повоєнні десятиліття на основі спільно узгоджених принципів. В подальшому акти реституції втрачених у роки війни культурних цінностей мали епізодичний характер і здійснювалися на основі двосторонніх міждержавних переговорів. Публікація наприкінці 1980-х — на початку 1990-х рр. матеріалів про перебування на території колишнього СРСР у т. зв. закритих фондах великої кількості культурних цінностей із різних європейських країн, які були таємно вивезені до СРСР радянськими військовими з території Німеччини за наказами вищого керівництва країни, спричинила повернення уваги світового співтовариства до цього питання. Проблема реституції втрачених у роки війни культурних цінностей знову стала важливим напрямом міжнародного культурного співробітництва. Значний вплив на її вирішення мали рішення Вашингтонської (1998) та Вільнюської (2000) конференцій щодо розшуку і повернення культурних цінностей, конфіскованих нацистським режимом у жертв Голокосту. Задекларовані в них принципи імплементовані в законодавство США та багатьох країн Європейського Союзу.

## Конвенції ЮНЕСКО
Злочини проти культурних цінностей під час II світової війни спонукали міжнародне співтовариство до розробки й ухвалення Конвенції ЮНЕСКО про захист культурних цінностей у випадку збройного конфлікту (Гаага (Нідерланди), 1954), положення якої передбачають їх повернення в разі захоплення та конфіскації воюючими сторонами. Ухвалення Конвенції ЮНЕСКО про заходи, спрямовані на заборону і запобігання незаконному ввезенню, вивезенню та передачі права власності на культурні цінності (Гаага, 1970), а також Конвенції Міжнародного інституту з уніфікації приватного права про викрадені або нелегально вивезені культурні цінності (Рим, 1995) значно розширило коло об'єктів, що можуть бути предметом реституції. Генеральна Асамблея Організації Об'єднаних Націй, починаючи з 1972, регулярно ухвалює резолюції, в яких містяться рекомендації про необхідність міждержавного співробітництва в галузі повернення та реституції культурних цінностей, у тому числі і стосовно країн-жертв колоніальної експлуатації. При ЮНЕСКО створений і діє Міжурядовий комітет зі сприяння поверненню культурних цінностей країнам їх походження або реституції в разі незаконного привласнення.

## Україна
Протягом 20 ст. Україна є активним учасником міжнародного співробітництва в даній сфері. У квітні 1917 Комітет Української Центральної Ради ухвалив рішення про повернення зі сховищ Москви і Петрограда (нині м. Санкт-Петербург) клейнодів козацьких та інших історичних реліквій українського народу, вивезених з теренів України в часи Російської імперії. У цих містах почали діяти спеціальні комісії з виявлення та складання реєстрів українських пам'яток. Уряд радянської Росії визнав претензії справедливими і затвердив 16 та 24 листопада 1917 постанови про передачу козацьких клейнодів представникам України. Однак тоді така передача не відбулася. Із проголошенням Української Народної Республіки та початком українсько-російських мирних переговорів при міністерстві освіти УНР була створена спеціальна комісія у справі повернення з Росії культурних цінностей України. Ця праця згодом була продовжена урядом гетьмана П.Скоропадського. Склад комісії було розширено, і в червні 1918 її реформували в Культурну комісію при Українській мирній делегації, яка опрацювала принципи реституційних вимог, списки культурних цінностей та затвердила проект відповідної угоди між Українською Державою та РСФРР. У зв'язку із припиненням мирних переговорів це питання знову не було вирішене. Протягом 1920-х рр. до нього повернувся уряд УСРР, який не раз звертався до всесоюзних та російських інстанцій щодо повернення українських культурних цінностей із Росії. Йому вдалося повернути ряд цінних музейних та архівних збірок. 1930 в Москві та Ленінграді (нині м. С.-Петербург) відбулися два засідання спеціальної Паритетної комісії, яка розглядала вимоги України. Відповідно до підписаних протоколів в Україну протягом 1930—32 було передано визначні історичні реліквії, пам'ятки мистецтва, археологічні колекції з Оружейної палати, Третьяковської галереї, Історичного музею в Москві та Ермітажу (Ленінград). У тому числі лише з Ермітажу до України надійшло понад 11 тис. предметів старовини, серед них 12 козацьких прапорів 17—18 ст. Україна була також учасником вирішення проблем повернення та реституції культурних цінностей з Польщею відповідно до умов Ризького мирного договору між РСФРР і УСРР та Польщею 1921, а також Литвою, Латвією та Естонією на підставі двосторонніх договорів (1921). Особливо активно працювала польсько-українська комісія, за наслідками роботи якої до Польщі було повернуто та передано понад 4200 метричних книг та справ різних релігійних конфесій, матеріали земельних комісій, окремих відділень Державного та Селянського банків, справи з фондів Варшавського попечительства навчального округу та Холмської навчальної дирекції, 5874 церковні дзвони, конфісковані російською владою під час I світової війни з території Польщі та українських земель, що відійшли до неї за умовами Ризького договору, та інші культурні цінності. Спроби української сторони сформувати зустрічні претензії та домогтися їх розгляду тоді успіху не мали.

## Друга світова війна
Під час II світової війни культурна спадщина України зазнала значних втрат. За неповними даними, на території УРСР окупаційними військами було знищено або вивезено понад 500 тис. музейних експонатів, 51 млн книг, 46 млн архів. справ. У ході повоєнного реституційного процесу 1945—48 частину з них було знайдено і повернуто. Зокрема, за даними зх. дослідників, лише з американської зони окупації до СРСР передано 543120 об'єктів, з яких понад 350 тис. належали Україні. У тому числі були повернуті десятки тисяч предметів культури до музеїв Києва, Дніпропетровська, Харкова, Львова, Миколаєва, Вінниці, Полтави, Херсона, Чернігова та Умані, важливі архівні та бібліотечні фонди. Однак значна частина визначних пам'яток досі вважається втраченою внаслідок війни. Окрім того, частина повернутих до СРСР українських культурних цінностей опинилася в музеях, бібліотеках та архівах на території РРФСР та інших республік СРСР.

## Офіційна державна політика незалежної України
У перші роки після проголошення незалежності України питання повернення та реституції втрачених культурних цінностей було піднесене на рівень офіційної державної політики, знайшло своє відображення в Конституції України (ст. 56), Законі України «Про ввезення, вивезення та повернення культурних цінностей» (21 вересня 1999). Україна виступила ініціатором підписання главами 11-ти держав-членів Співдружності Незалежних Держав Угоди про повернення культурних цінностей країнам їх походження (Мінськ, 14 лютого 1992), яка мала започаткувати створення механізмів для вирішення спірних питань у цій сфері. 1992 з метою реалізацій державної політики в цій сфері було створено Національну комісію з питань розшуку і повернення в Україну культурних цінностей при КМ України. Під егідою комісії розпочато створення Банку даних про втрачені в різні історичні періоди та за різних обставин українські культурні цінності (станом на серед. 1990-х рр. було зібрано дані на близько 60 тис. одиниць), започатковано діяльність двосторонніх міждержавних комісій з питань повернення втрачених у роки II світової війни культурних цінностей із Німеччиною, Польщею, Угорщиною, з метою вирішення долі конкретних предметів культури діяла українсько-російська Комісія експертів з питань мозаїк та фресок Михайлівського Золотоверхого собору в Києві, які перебувають на території Російської Федерації, проводилися українсько-голландські переговори з питань розшуку вивезеної в роки війни з території Нідерландів «Колекції Кенігса». Національна комісія виступила ініціатором проведення в Україні міжнародного симпозіуму під егідою ЮНЕСКО (Чернігів, 1994) та міжнародної конференції (Київ, 1996) з питань повернення та реституції втрачених внаслідок II світової війни культурних цінностей. 1999 Національну комісію було ліквідовано, її повноваження передали створеній 2000 Державній службі контролю за переміщенням культурних цінностей через державний кордон України (ліквідована в грудні 2010 згідно з Указом Президента України про проведення адміністративної реформи). Протягом 1993—2010 в Україну було повернуто з Росії втрачені в роки II світової війни 11 фресок 12 ст. зі стін колишнього Свято-Михайлівського Золотоверхого собору в Києві, з Німеччини — 82 предмети з колекції Херсонського археологічного музею, 700 книг з історичних бібліотек Києва, понад 3890 фотовідбитків з негативів із фондів Центрального державного архіву кінофотофонодокументів, жалувана грамота початку 18 ст. від імені російського царя Петра I на пергаменті з Центрального державного історичного архіву України, картина голландського художника 17 ст. з Уманського районного краєзнавчого музею, бронзове скіфське дзеркало з фондів Чернігівського історичного музею, із Польщі — 6 папок матеріалів з архіву товариства «Просвіта» у Львові, із США — рукописи, фотографії та першовидання творів Тараса Шевченка з довоєнних зібрань Будинку-музею Т.Шевченка в Києві та ін. Внаслідок міжнародної співпраці до України також повернулася низка викрадених і незаконно вивезених з її території археологічних предметів, збірок стародавніх монет, творів мистецтва. У той же час Україна протягом 1990-х рр. передала до Німеччини культурні цінності, пов'язані з іменем Й.-В.Гете, понад 8 тис. предметів з комплексу археологічної стоянки Каблов, 3 альбоми з гравюрами 18 ст. з фондів Дрезденської картинної галереї, у 2001 — т. зв. Архів Баха — колекцію з понад 5 тис. нотних рукописів і першовидань нот визначних європейських композиторів 16—19 ст. із довоєнних збірок Берлінської співочої академії. 2004 до Нідерландів Україна повернула 139 малюнків і 3 гравюри 15—18 ст. з відомої «Колекції Кенігса», яка в роки війни потрапила до Німеччини і звідти була вивезена в СРСР. 2010 до Державного Ермітажу (РФ) було повернуто викрадену з його фондів старовинну вазу. Важливим напрямом у справі повернення та реституції в Україну культурних цінностей є співпраця з українською діаспорою у світі, внаслідок якої до українських наукових і культурних закладів як дар були передані архіви Державного центру УНР на еміграції, архіви, наукова та творча спадщина відомих політичних, громадських і наукових діячів, діячів мистецтва О.Довженка, Е.Авдієвської, Г.Мазуренко, Л.Морозової, І.Багряного, В.Авраменка, У.Самчука, В.Барки, О.Олеся, С.Сірополка, С.Лифаря та ін. Лише протягом 2000—2009 в Україну було повернуто понад 500 тис. одиниць культурних цінностей, які були передані до 145-ти музеїв, 19-ти історико-культурних заповідників, 30-ти бібліотек, 9-ти архівних установ. 2010—2011 із США, Канади, Німеччини, Італії та Росії в Україну було передано й повернуто близько 6550 одиниць зберігання, у тому числі до музеїв, архівів, наукових установ, навчальних закладів надійшли в дар архівні матеріали М.Грушевського, Н.Світличної, Ю.Чапленка, картини В.Винниченка, Л.-Р.Кузьми, скульптурні роботи М.Черешньовського, П.Капшученка, М.Пилипенко, офорти М.Дерегуса, Л.Молодожанина (Лео Мола), видрукувані за межами України твори Лесі Українки, книги з меморіальної бібліотеки О.Дейча та ін.; у контексті реституції культурних цінностей було повернуто в Україну 211 творів народно-декоративного мистецтва (переважно з колекції писанок), вивезених в роки II світової війни з окупованого Києва, ікони «Покрова Богородиці» (16 ст.) та «Розп'яття з предстоятелями» (1-ша пол. 15 ст.), що були викрадені зі Львівського музею українського мистецтва в 1980-х рр., два надгробки 6—7 ст. із фондів Національного заповідника «Херсонес Таврійський», які ще 1964 були надані в тимчасове користування для виставки в Ленінграді. Питання реституції втрачених культурних цінностей викликають підвищену увагу громадськості, а кожен акт передачі чи повернення культурних цінностей має суспільно-резонансний характер, супроводжується дискусіями на політичному та фаховому рівнях.

### Статті в енциклопедичних виданнях
- Кот С. І. Реституція культурних цінностей // Енциклопедія історії України : у 10 т. / редкол.: В. А. Смолій (голова) та ін. ; Інститут історії України НАН України. — К. : Наукова думка, 2012. — Т. 9 : Прил — С. — С. 178. — ISBN 978-966-00-1290-5.
- Акуленко В. І. Реституція культурних цінностей // Юридична енциклопедія : [у 6 т.] / ред. кол.: Ю. С. Шемшученко (відп. ред.) [та ін.]. — К. : Українська енциклопедія ім. М. П. Бажана, 2003. — Т. 5 : П — С. — 736 с. — ISBN 966-7492-05-2.

### Монографії та дисертації
- Курило Т. В. Правова охорона культурної спадщини України. Монографія. — Львів: Львівський юридичний інститут МВС України, «Новий світ — 2000», 2014. — 152 с.
- Кот Сергій. Повернення і реституція культурних цінностей у політичному та культурному житті України (ХХ — поч. ХХІ ст.). Монографія. — Київ: Ін-т історії України НАН України, 2019. — 1020 с.

### Інша література
- Жуков Валерій. Проблема «спецфондів» та переміщених культурних цінностей // Актуальні проблеми історії, теорії та практики художньої культури: Збірник наукових праць / М-во культури і туризму України, Нац. акад. керів. кадрів культури і мистецтв, Київський нац. ун-т ім. Т. Шевченка. — Київ: Міленіум, 2011. — Вип. 26. — С. 89 — 95.
- Опанасенко О. І. Реституції в контексті Європейських домовленостей // Гілея: науковий вісник. — 2015. — Вип. 94. — С. 66 — 71.